# Risikozuschlag (Versicherungswesen)
Als Risikozuschlag werden im Versicherungswesen individuelle Zusatzkosten bezeichnet, die vor allem bei gesundheitlichen Vorbelastungen verrechnet werden. Bei der Akzeptanz eines Risikozuschlags kann zwar noch eine Police abgeschlossen werden, aber nur zu deutlich höheren Kosten. Risikozuschläge sind vor allem bei der privaten Krankenversicherung, Pflegezusatzversicherung und bei der Zahnzusatzversicherung üblich.

## Begründungen für einen Risikozuschlag
Eine ganze Reihe von Vorerkrankungen können Versicherungsgesellschaften dazu veranlassen, einen Risikozuschlag zu verrechnen. Bei Zahnzusatzversicherungen ist es sehr offensichtlich das Fehlen von Zähnen. Bei der privaten Krankenversicherung sind es Vorerkrankungen aller Art. Vor allem chronische Krankheiten oder Behinderungen erhöhen das Risiko für den Versicherer enorm. Es können aber auch schon psychische Störungen zu einem Risikoaufschlag führen. 

## Gesetzliches Recht auf Herabsetzung des Risikoaufschlages
Im § 41 Versicherungsvertragsgesetz (VVG) wird ein Recht auf die Herabsetzung des Zuschlages eingeräumt. Außerdem hat ein BGH-Urteil vom 20. Juli 2016 festgelegt, dass beim Wechsel der Versicherung nur für zusätzliche Leistungen eine erneute Gesundheitsprüfung durchgeführt werden darf.